# Oleg Wassiljewitsch Schein

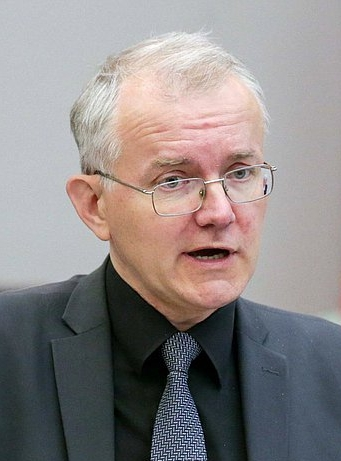
Oleg Schein (2019)

Oleg Wassiljewitsch Schein (russisch Олег Васильевич Шеин; * 21. März 1972 in Astrachan) ist ein russischer Politiker, ehemaliger Abgeordneter der Duma und Mitglied der Partei Gerechtes Russland. Er kandidierte 2009 für das Amt des Stadtoberhaupts seiner Heimatstadt Astrachan, unterlag dabei aber dem Kandidaten von Einiges Russland, Sergei Boschenow. Schein ist von Beruf Geschichtslehrer.
Schein wurde oft von westeuropäischen und englischsprachigen Zeitschriften und Zeitungen – besonders aus dem linken Spektrum – zitiert, interviewt und als der einzige linke Revolutionär in der staatlichen Duma Russlands dargestellt.

## Biografie
Schein schloss die Mittelschule Nummer 15 in Astrachan (heute Technisches Lyzeum) mit einer Goldenen Medaille ab. Nach der Schule nahm er das Studium am Astrachaner Pädagogischen Institut auf mit Vertiefungsrichtung Geschichte. 1989 trat er in die Vereinigte Front der Werktätigen Russlands ein und führte erste Protestaktionen gegen die Politik Gorbatschows und Jelzins durch. 1992 wurde er ins Führungsorgan der VFW gewählt. 1993 nahm er in Moskau an den Ereignissen auf der Seite des Hauses der Räte teil.
1994 bis 1995 arbeitete Schein als Geschichtslehrer im Dorf Tri Protoka.
Schein führte die Arbeitsgruppe zur Überprüfung der Ergebnisse der Privatisierung an, welche empfahl, den Leiter des Gebietskomitees für Eigentum zu entlassen. Er entwarf auch eine Reihe von Gesetzesprojekten, nahm an Gerichtsprozessen über Nichtauszahlungen des Lohns und der Kindergelder teil und organisierte die Bewegung von Betrogenen der Finanzpyramiden. 1995 wurde auf seine Initiative die Gewerkschaft „Verteidigung“ gebildet, 1996 wurde er zum Mitvorsitzenden derselben gewählt. Im Laufe eines Jahres führte die Gewerkschaft 46 Streiks durch, fast überall führte dies zum Auszahlen des Lohnes der Streikenden.
Im März 2004 gewann er an den Deputiertenwahlen der Astrachaner Gebietsvertreterversammlung gegen 10 Mitkandidaten, aber die Wahlen wurden nicht gezählt, da die Wahlbeteiligung zu gering war. Im Oktober desselben Jahres gewann er im selben Wahlbezirk. Er wurde zum Stellvertreter des Vorsitzenden der Kommission für Wirtschaftspolitik, Umweltverwendung und Umweltressourcen der Gebietsduma des Astrachaner Gebiets ernannt.
Vor seiner Mitgliedschaft bei Gerechtes Russland war Schein Mitglied der Partei Rodina.

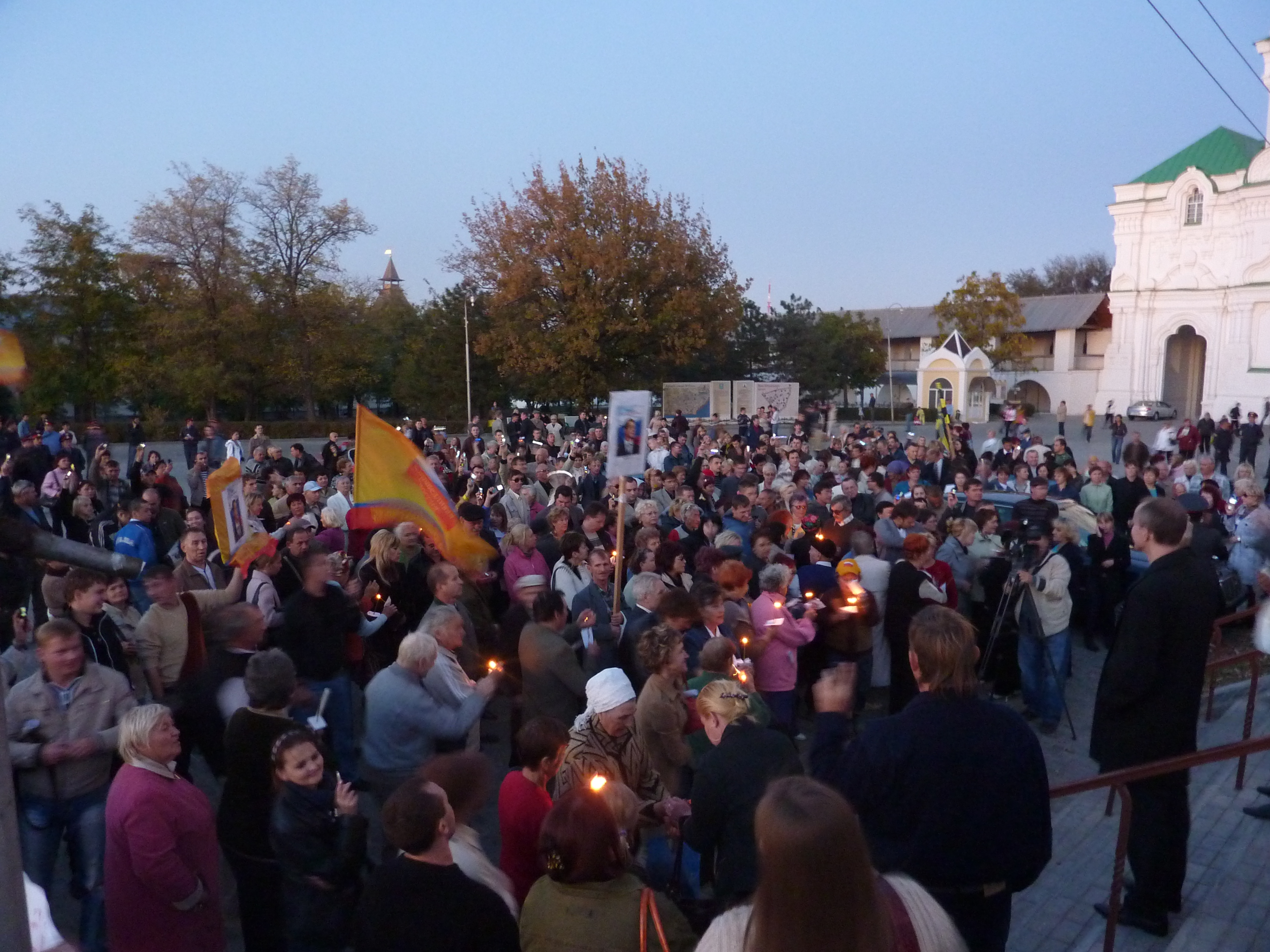
Oleg Schein im Astrachaner Kreml (2009)

## Bürgermeisterwahlen 2009
Schein, damals noch Abgeordneter der Staatsduma, kandidierte bei den Bürgermeisterwahlen 2009, die am 10. Oktober 2009 stattfanden. Sein Gegenkandidat war Sergei Boschenow von der Partei Einiges Russland. Boschenow siegte gemäß offiziellen Angaben; aufgrund der zahlreichen Wahlfälschungen gab es jedoch energische Proteste. Die Wahlen in Astrachan waren die umstrittensten in ganz Russland im Wahl-Oktober 2009 gleichauf mit den Bürgermeisterwahlen von Derbent. Oleg Schein vermochte an drei Demonstrationen jeweils mehrere hundert bis zu 2000 Personen zu versammeln; die Proteste zeitigten jedoch keine Wirkung.

## Bürgermeisterwahlen 2012
Nachdem der vorherige Bürgermeister von Astrachan, Sergej Boschenow, zum Gouverneur der Oblast Volgograd ernannt wurde, wurden zeitgleich mit den Präsidentschaftswahlen am 4. März in Astrachan Bürgermeisterwahlen durchgeführt. Schein war Kandidat und trat gegen den Interimsbürgermeister Michail Stoljarow an. Dabei unterlag er gemäß offiziellen Angaben mit nur 30 % der Stimmen. Gleich nach den Wahlen wurden die Wahlkommissionen zahlreicher Unregelmäßigkeiten und Fälschungen bezichtigt; dabei wurden die Materialien der in allen Wahllokalen installierten Webkameras als Indizienmaterial herangezogen. Da sich die Strafbehörden weigerten, Untersuchungen durchzuführen, trat Schein im März 2012 in den Hungerstreik.
Am 9. April 2012 rief der bekannte Blogger Alexei Nawalny dazu auf, nach Astrachan zu reisen, um Schein in seinem Kampf für eine faire Bürgermeisterwahl zu unterstützen. Neben Nawalny reiste der Jungpolitiker Ilja Jaschin, der Journalist Sergej Parchomenko sowie der TV-Star Ksenija Sobatschak an.
Nach 40 Tagen (er hat 14 seiner vorher 78 kg verloren) beendete er den Hungerstreik. Die Zeit schrieb: 

„Am Dienstag, nach 40 Tagen ohne feste Nahrung, erhob Schein wieder ein Glas Saft – auf seinen Etappensieg und das Ende des Hungerstreiks. Zwar hat er sein Maximalziel, eine Wahlwiederholung, noch nicht erreicht. Aber seine Aktion setzte den Leiter der Zentralen Wahlkommission in Moskau so sehr unter Druck, dass dieser sich eine Nacht lang mit Schein Videobilder der Kontrollkameras aus vielen der Astrachaner Wahllokale anschaute.“

## Veröffentlichungen
- Die Vernichtung der georgischen Eroberer in Zchinwali (Разгром грузинских захватчиков под Цхинвалом), Selbstverlag 2009.
- КОМИТЕТ НАРОДНОЙ ВЛАСТИ  Как переходная форма правления в Астраханском крае в ноябре 1917- январе 1918 гг. 2007, Astrachan.
- На Астраханском направлении (über die Rolle Astrachans im Zweiten Weltkrieg).